# Девня
Девня (болг. Девня) — город в Болгарии. Находится в Варненской области, входит в общину Девня. Население составляет 9017 человек (2022).

## Политическая ситуация
Кмет (мэр) общины Девня — Свилен Шитов (ГЕРБ). Ранее кметом был Атанас Димитров Кузев по результатам выборов 2007 года.

## Достопримечательности
- Музей мозаики